# Gemmula concinna
Gemmula concinna là một loài ốc biển, là động vật thân mềm chân bụng sống ở biển trong họ Turridae.